# Le Berger et le Roi
Le Berger et le Roi est la neuvième fable du livre X de Jean de La Fontaine situé dans le second recueil des Fables de La Fontaine, édité pour la première fois en 1678.

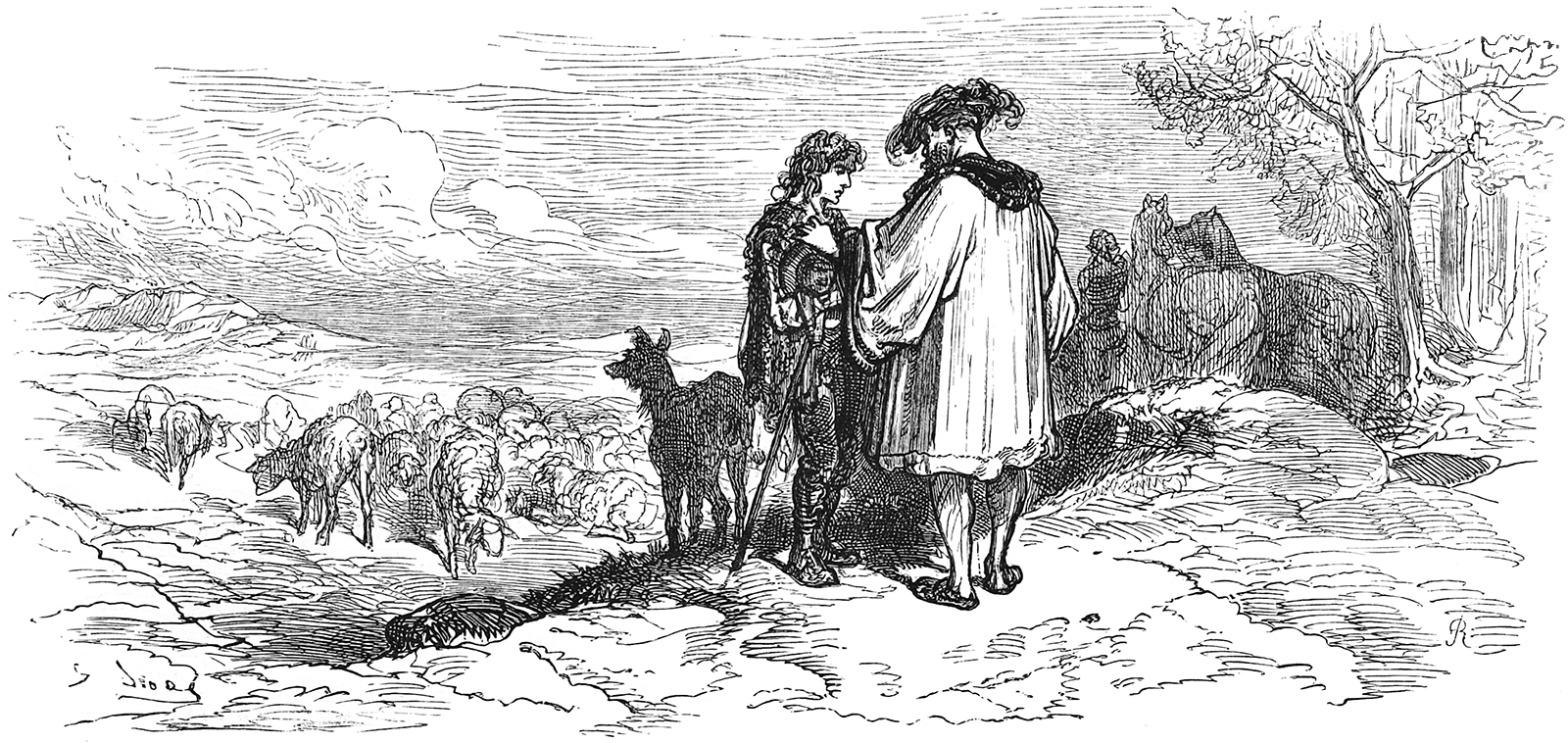
Illustration de Gustave Doré (1876)

## Thématique
La nouvelle interpelle le lecteur sur les dangers de l'ambition.
Dans la fable, le fabuliste met en scène un berger, appelé par le roi à exercer de hautes fonctions à la Cour.
Très rapidement, le berger devenu haut fonctionnaire est en butte à la jalousie des autres courtisans.

## Remarque sur la structure de la fable
Le fabuliste crée une mise en abîme, dans la mesure où la fable contient elle-même une fable, racontée au berger par un tiers qui le met en garde sur le fait d'agir de manière inappropriée.

## Texte
LE BERGER ET LE ROI
[Tavernier + Pilpay]

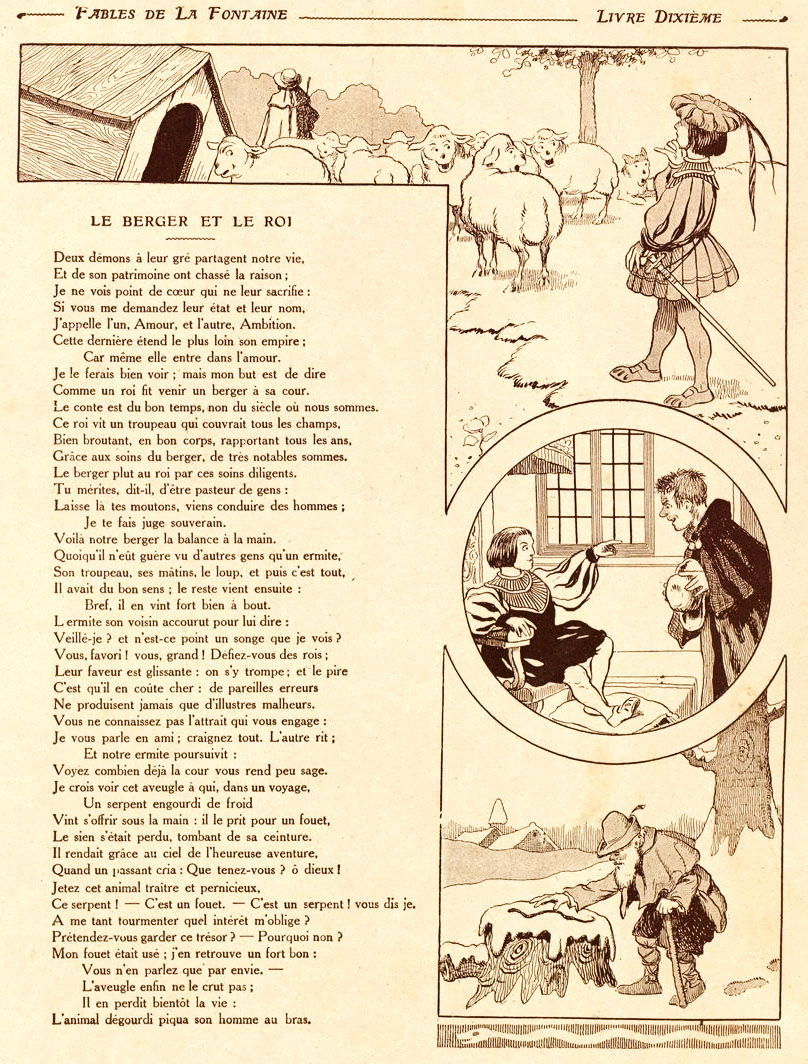
Illustration de Benjamin Rabier (début) (1906).

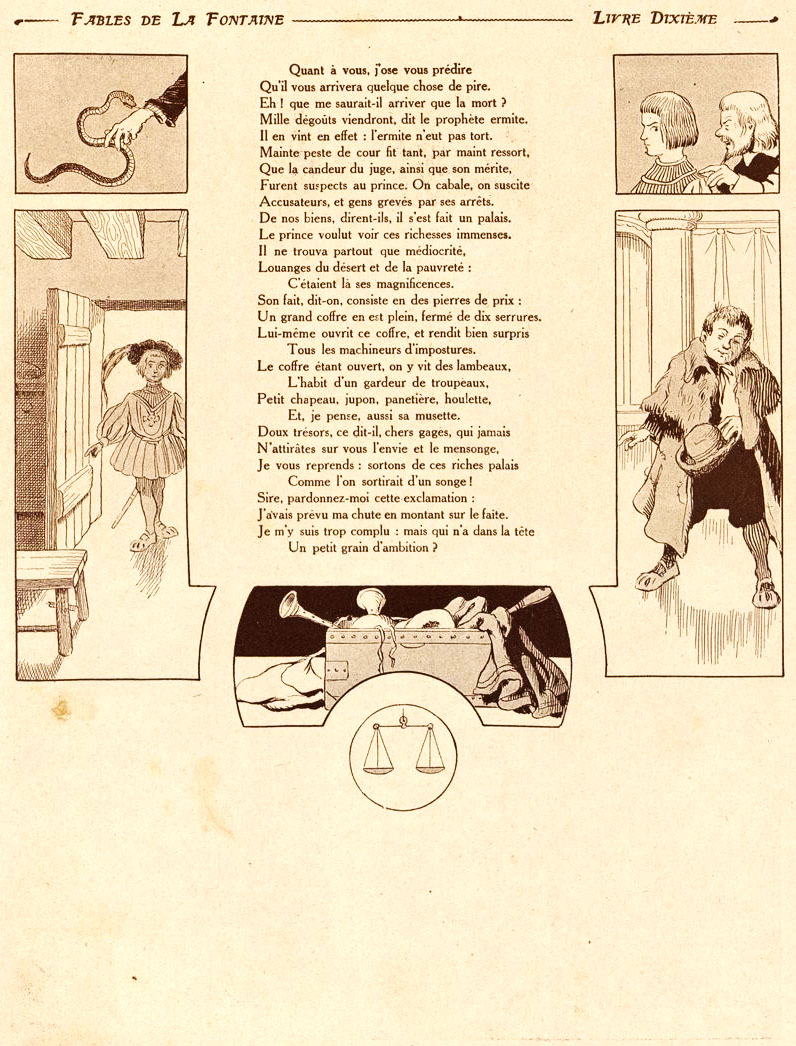
Illustration de Benjamin Rabier (fin) (1906).

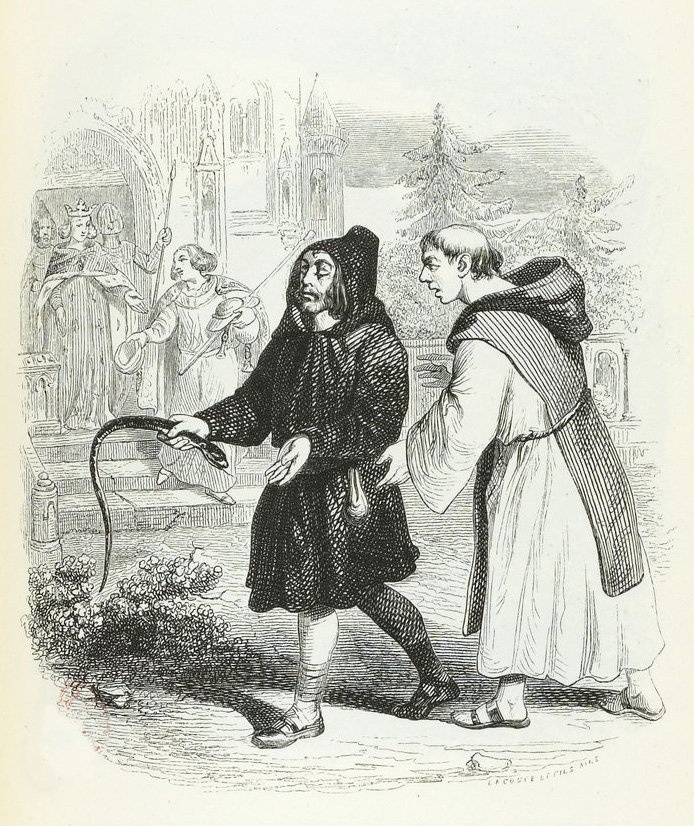
Dessin de Grandville (1838-1840).

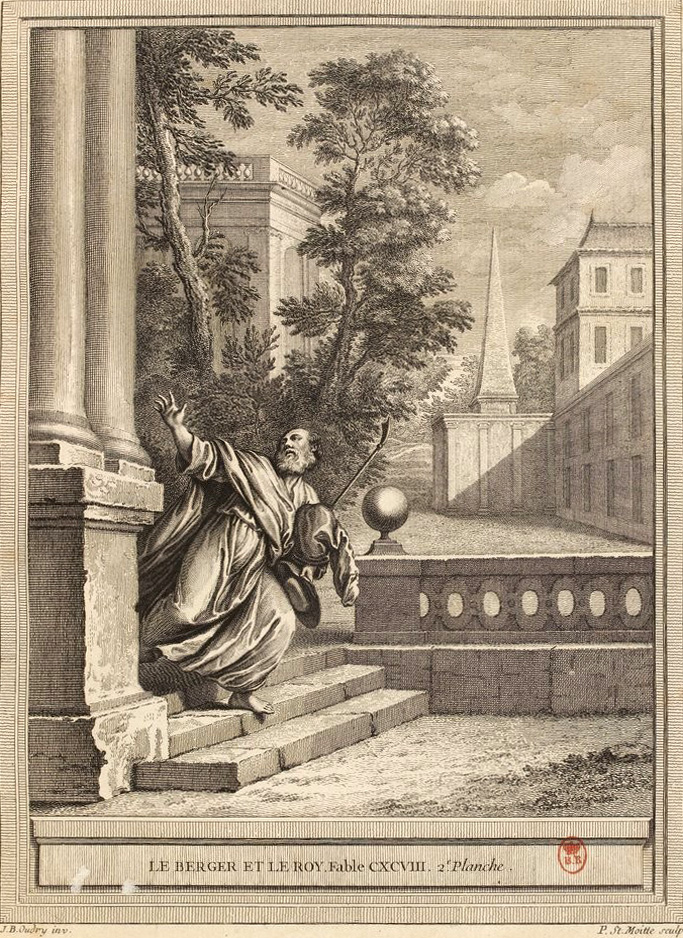
Gravure réalisée par Pierre-Étienne Moitte d'après un dessin de Jean-Baptiste Oudry (ver 1755-1759).

Deux démons (1) à leur gré partagent notre vie, 

Et de son patrimoine ont chassé la raison. 

Je ne vois point de cœur qui ne leur sacrifie : 

Si vous me demandez leur état et leur nom, 

J'appelle l'un Amour, et l'autre Ambition. 

Cette dernière étend le plus loin son empire ; 

                   Car même elle  entre dans l'amour. 

Je le ferais bien voir ; mais mon but est de dire 

Comme un Roi fit venir un Berger à sa cour. 

Le conte est du bon temps, non du siècle où nous sommes. 

Ce Roi vit un troupeau qui couvrait tous les champs, 

Bien broutant, en bon corps, rapportant tous les ans, 

Grâce aux soins du Berger, de très notables sommes. 

Le Berger plut au Roi par ces soins diligents. 

Tu mérites, dit-il, d'être pasteur de gens ; 

Laisse là tes moutons, viens conduire des hommes. 

                   Je te fais juge souverain. 

Voilà notre Berger la balance à la main. 

Quoiqu'il n'eût guère vu d'autres gens qu'un Ermite, 

Son troupeau, ses mâtins, le loup, et puis c'est tout, 

Il avait du bon sens ; le reste vient ensuite. 

                   Bref, il en vint  fort bien à bout. 

L'Ermite son voisin accourut pour lui dire : 

Veillé-je ? et n'est-ce point un songe que je vois ? 

Vous favori ! vous grand ! Défiez-vous des rois : 

Leur faveur est glissante, on s'y trompe ; et le pire 

C'est qu'il en coûte cher ; de pareilles erreurs 

Ne produisent jamais que d'illustres malheurs. 

Vous ne connaissez pas l'attrait qui vous engage. 

Je vous parle en ami. Craignez tout. " L'autre rit, 

                  Et notre Ermite  poursuivit : 

Voyez combien déjà la Cour vous rend peu sage. 

Je crois voir cet Aveugle à qui dans un voyage 

                   Un Serpent  engourdi de froid 

Vint s'offrir sous la main : il le prit pour un fouet. 

Le sien s'était perdu, tombant de sa ceinture. 

Il rendait grâce au Ciel de l'heureuse aventure, 

Quand un passant cria : " Que tenez-vous, ô Dieux ! 

Jetez cet animal traître et pernicieux, 

Ce Serpent. C'est un fouet . C'est un Serpent, vous dis-je. 

À me tant tourmenter quel intérêt m'oblige ? 

Prétendez-vous garder ce trésor ? Pourquoi non ? 

Mon fouet était usé ; j'en retrouve un fort bon ; 

                    Vous n'en parlez  que par envie.  

                    L'Aveugle enfin ne  le crut pas ; 

                    Il en perdit  bientôt la vie. 

L'animal dégourdi piqua son homme au bras. 

                    Quant à vous,  j'ose vous prédire 

Qu'il vous arrivera quelque chose de pire. 

Eh ! que me saurait-il arriver  que la mort ?

Mille dégoûts viendront ", dit le prophète Ermite.

Il en vint en effet ; l'Ermite n'eut pas tort. 

Mainte peste de cour fit tant, par maint ressort, 

Que la candeur du juge, ainsi que son mérite, 

Furent suspects au Prince. On cabale, on suscite 

Accusateurs et gens grevés par ses arrêts. 

De nos biens, dirent-ils, il s'est fait un palais. 

Le Prince voulut voir ces richesses immenses ; 

Il ne trouva partout que médiocrité,

Louanges du désert et de la pauvreté ;

                   C'étaient là ses  magnificences. 

Son fait, dit-on, consiste en des pierres de prix. 

Un grand coffre en est plein, fermé de dix serrures. 

Lui-même ouvrit ce coffre, et rendit bien surpris 

                   Tous les machineurs d'impostures. 

Le coffre étant ouvert, on y vit des lambeaux, 

                   L'habit d'un gardeur  de troupeaux, 

Petit chapeau, jupon, panetière, houlette, 

                   Et je pense aussi  sa musette. 

Doux trésors, ce dit-il, chers gages qui jamais 

N'attirâtes sur vous l'envie et le mensonge, 

Je vous reprends ; sortons de ces riches palais 

                   Comme l'on  sortirait d'un songe. 

Sire, pardonnez-moi cette exclamation. 

J'avais prévu ma chute en montant sur le faîte. 

Je m'y suis trop complu ; mais qui n'a dans la tête 

                   Un petit grain  d'ambition ? "
— Jean de La Fontaine, Fables de La Fontaine, Le Berger et le Roi, texte établi par Jean-Pierre Collinet, Fables, contes et nouvelles, Gallimard, « Bibliothèque de la Pléiade », 1991, p. 408